# Bigotilia montana
Bigotilia montana là một loài bướm đêm thuộc họ Pterophoridae. Nó được biết đến ở Madagascar.